# Lorentino
Lorentino (Lórentì in dialetto bergamasco, Lurentin in dialetto lecchese) è una frazione e una parrocchia del comune lombardo di Calolziocorte.

## Storia
La località è un piccolo villaggio agricolo di antica origine, anticamente parte religiosamente della pieve di Garlate ma conquistato dai veneti nel Rinascimento, mentre fu nell'Illuminismo che la parrocchia fu spostata nella diocesi di Bergamo.
Dopo l'unità d'Italia il paese crebbe da meno di cinquecento a più di settecento abitanti. Fu il fascismo a decidere la soppressione del comune riunendolo a Calolziocorte.
La chiesa di Santa Brigida è stata edificata su di una vecchia torre militare medioevale.